# Paul J. McAuley
Paul J. McAuley (Stroud, 23 aprile 1955) è un botanico e scrittore britannico di romanzi di fantascienza.

## Biografia
Nato nel 1955 a Stroud, nel Gloucestershire, vive e lavora in Scozia.
Ricercatore in biologia specializzato in botanica, ha pubblicato, a partire dal suo esordio nel 1988, svariati romanzi e racconti combinando elementi della space opera e della fantascienza hard con incursioni nell'ucronia e nello steampunk.
I suoi romanzi hanno ricevuto numerosi riconoscimenti tra i quali il Premio Philip K. Dick per La torre aliena, il Premio Arthur C. Clarke e il John Wood Campbell Memorial per Fairyland e il Premio Sidewise per la storia alternativa per Pasquale's Angel.

## Opere

### Serie Four Hundred Billion Stars
- La torre aliena (Four hundred billion stars, 1988), Milano, Nord, 1988, traduzione di Gianluigi Zuddas
- Secret Harmonies (1989)
- La stella dei precursori (Eternal Light, 1991), Milano, Nord, 1992, traduzione di Gianluigi Zuddas

### Serie The Confluence
- Il ragazzo del fiume (Child of the River, 1997), Milano, Nord, 1999, traduzione di Gianluigi Zuddas, ISBN 88-429-1088-0
- Il mercenario di Confluence (Ancients of Days, 1998), Milano, Nord, 2000, traduzione di Luca Landoni, ISBN 88-429-1126-7
- Yama di Confluence (Shrine of Stars, 1999), Milano, Nord, 2000, traduzione di Luca Landoni, ISBN 88-429-1142-9

### Serie The Quiet War
- The Quiet War (2008)
- Gardens of the Sun (2009)
- In the Mouth of the Whale (2012)
- Stories from the Quiet War (2011)
- Evening's Empires (2013)

### Serie The Jackaroo
- Something Coming Through (2015)
- Into Everywhere (2016)
- Dust (2006)
- Winning Peace (2007)
- City of the Dead (2008)
- Adventure (2008)
- Crimes and Glory (2009)
- The Choice (2011)
- Bruce Springsteen (2012)
- The Man (2012)
- Something Happened Here, But We're Not Quite Sure What It Was (2016)

### Altri romanzi
- Marte più (Red Dust, 1993), Milano, Nord, 1994, traduzione di Maria Cristina Pietri, ISBN 88-429-0760-X
- Pasquale's Angel (1994)
- Fairyland (1995), Milano, Nord, 1998, traduzione di Gianluigi Zuddas, ISBN 88-429-1026-0
- The Secret of Life (2001)
- Whole Wide World (2002)
- White Devils (2004)
- Mind's Eye (2005)
- Players (2007)
- Cowboy Angels (2007)
- Austral (2017)

### Novelle
- Making History (2000)
- The Eye of the Tyger (2003)

### Raccolte
- King of the Hill (1988)
- The Invisible Country (1996)
- Little Machines (2005)
- A Very British History (2013)